# Таллар, Мари-Жозеф д'Отён де Лабом
Мари-Жозеф д'Отён де Лабом (фр. Marie-Joseph d'Hostun de la Baume; 17 сентября 1684 — 6 сентября 1755), герцог д’Отён, граф де Таллар — французский государственный и военный деятель.

## Биография
Второй сын Камиля д'Отёна де Лабома, герцога де Таллара, маршала Франции, и Мари-Катрин де Гроле де Виривиль.
Сеньор герцогства Ледигьер, барон д'Арлан, сеньор де Сийян, Сент-Этьен, Изо, Сен-Бонн-Ле-Шато, Сен-Гальмье-Вериньё, Маркло, и прочее.
Предназначался к духовной карьере, был аббатом и приором Сент-Этьена дю Плесси-Гримо. После смерти старшего брата в 1706 году поступил на службу в мушкетеры. В составе этого корпуса участвовал в битве при Рамийи, где попал в плен.
В 1707 году служил во Фландрской армии. 20 ноября получил пехотный полк своего имени, которым командовал в составе Рейнской армии до окончания войны. Участвовал в битве при Рюмерсхайме и других акциях: осадах Ландау и Фрайбурга, атаке укреплений генерала Вобонна в 1713 году.
В марте 1713 года отец отказался в его пользу от герцогства. Жалованной грамотой, данной в марте 1715 года, герцогство Отён было возведено в ранг герцогства-пэрии. В качестве пэра Мари-Жозеф принес присягу в Парламенте 2 апреля.
1 февраля 1719 года произведён в бригадиры. 25 мая 1720 года стал наследником отца в должностях губернатора Франш-Конте и Безансона, и 12 июня принес присягу.
2 февраля 1724 года пожалован в рыцари орденов короля. Цепь ордена Святого Духа получил 3 июня.
30 марта 1728 года стал губернатором по смерти отца. 6 мая также стал губернатором замка Таллар в Дофине. В июле 1732 года отказался от командования полком в пользу сына, а в декабре передал ему герцогство. Снова стал герцогом после смерти сына 19 сентября 1739 года и сохранил губернаторство до конца жизни.

## Семья
Жена (контракт 14.3.1713, Версаль, подписан королем и принцами): Мари-Изабель-Габриель-Анжелика де Роган (17.01.1699—4.01.1754), дочь Эркюля Мериадека, герцога де Роган-Рогана, принца де Субиза, и Анны-Женевьевы де Леви-Вантадур. Придворная дама (1725), наследница должности воспитательницы королевских детей (4.09.1729), принадлежавшей герцогине де Вантадур, ее бабке. Вступила в должность в марте 1732
Сын:
- Луи-Шарль (14.02.1716—3.08.1739), герцог де Таллар (12.1732), полковник полка Таллара (7.07.1732), назывлся герцогом д'Отёном. Жена (21.12.1732): Мари-Виктуар де При (29.11.1717—3.08.1739), дочь маркиза Луи II де При и Аньес Бертело. Брак бездетный